# Saxicolins
Els saxicolins (Saxicolinae) són una subfamília d'ocells passeriformes pertanyent a la família dels muscicàpids (Muscicapidae). Anteriorment els seus membres es classificaven en la família dels túrdids (Turdidae).

## Filogènia
La subfamília en l'actualitat es compon dels següents gèneres:
- Heinrichia
- Leonardina
- Vauriella
- Larvivora
- Brachypteryx
- Irania
- Luscinia
- Calliope
- Myiomela
- Tarsiger
- Heteroxenicus
- Enicurus
- Cinclidium
- Myophonus
- Ficedula
- Phoenicurus
- Monticola
- Saxicola
- Campicoloides
- Emarginata
- Pinarochroa
- Thamnolaea
- Myrmecocichla
- Oenanthe